# Museu da Indústria
O Museu da Indústria é um equipamento cultural localizado em Fortaleza, que tem como proposta valorizar e preservar as memórias de cinco séculos de desenvolvimento da história industrial cearense em um espaço igualmente aberto aos novos tempos de inovação, tecnologia e conhecimento.

## História
Localizado no mais importante corredor histórico do Centro de Fortaleza, de onde é possível visualizar o Passeio Público, o Fortaleza de Nossa Senhora da Assunção, a Santa Casa da Misericórdia, o Centro Cultural Dragão do Mar e a Catedral da Sé, o Museu da Indústria é um novo marco cultural e turístico de Fortaleza. A edificação possui mais de 2 mil metros quadrados de área disponível, distribuídos em espaços diversos, voltados para ações museológicas e culturais em geral.
O edifício-sede do museu é tombado pelo patrimônio público. Foi projetado para ser sede do primeiro Clube Social de Fortaleza, mas teve ocupações bem diferentes ao longo dos anos. Imperioso desde sua construção, o edifício foi erguido no final do século XIX, ainda durante o governo de Dom Pedro II. Sua primeira ocupação foi como sede da Sociedade União Cearense, primeiro clube da capital e ponto de encontro da sociedade cearense de então.
Com o passar dos anos, o histórico do prédio trouxe outros usos, funcionando como Grande Hotel do Norte; sede dos Correios, dos idos de 1895 a 1935; e ainda sede da The Ceará Tramway Light & Power Co. Ltda., empresa inglesa de energia que controlava a distribuição de energia elétrica e iluminação pública e ainda controlava o serviço de bondes a tração elétrica de Fortaleza. Foi tombado pelo Governo do Estado em 1995, através do decreto n. 23.829, de 29 de agosto de 1995 e comprado pelo SESI em 2001, passando por uma restauração a partir de 2005. Grande parte da história da industrialização cearense está no Museu da Indústria, criado pela Federação das Indústrias do Ceará (FIEC) e o Serviço Social da Indústria (SESI).

## Centro de Pesquisa
O Centro de Pesquisa do Museu da Indústria é especializado na área da História da Indústria do Ceará. Seu acervo tem mais de 800 títulos catalogados e, além da referida temática, elenca mais trinta e cinco assuntos correlatos, entre eles: artes, arquitetura, economia, história do Ceará, museologia, biografias, literatura, etc. Dispõe de computadores com internet para pesquisas e também wi-fi.
O Museu da Indústria possui amplos salões climatizados para realização de eventos corporativos, conta com salas de exposição, espaços para realização de palestras, desfiles, espetáculos, seminários e eventos diversos. Estamos sediados em um prédio tombado, no corredor histórico da cidade.
A visita educativa é um trabalho de mediação oferecido pelo Museu da Indústria que tem como objetivo principal estabelecer um diálogo entre os objetos expostos e o visitante. Pode ser agendada por qualquer grupo (famílias, escolas, amigos, trabalhadores etc) interessado em um atendimento mais direcionado.